# ヨハネス・マリオ・ジンメル
ヨハネス・マリオ・ジンメル（Johannes Mario Simmel, 1924年4月7日 - 2009年1月1日）は、オーストリアの作家。

## 人物
オーストリアのウィーンで生まれ、オーストリア国内や、イングランドにて育った。彼は、化学工学技術者として養成され、1943年から第二次世界大戦の終戦まで研究を行っていた。戦後は在独アメリカ軍政府にて翻訳活動を行ったり、ウィーンの新聞ヴェルト・アム・アーベントにて連載や批評を掲載していた。1950年代にはミュンヘンの雑誌クイックの記者を勤めヨーロッパやアメリカにて活動を行った。
彼は幾つもの脚本や小説を書いており、いずれも多くの売り上げを記録している。1960年代から1970年代にかけては多くの小説が映画化され、成功を収めた。
2009年1月1日、スイスのルツェルンにて死去。84歳だった。

## 日本語訳作品
訳書はすべて「J・M・ジンメル」名義で出版されている。
- 白い逃亡者 （1975年 祥伝社 ノン・ノベル、中西和雄訳）
- シーザーの暗号 （1977年2月 番町書房 イフ・ノベルズ、小菅正夫訳） - 上下巻
- 白い国籍のスパイ （1981年7月 祥伝社、中西和雄訳／1996年10月 祥伝社 ノン・ポシェット）
- 白い壁の越境者 （1982年4月 祥伝社、中西和雄訳）
- 白い影の脅迫者 （1984年10-11月 中央公論社、大崎隆彦訳） - 上下巻
- 白い殺意の異邦人 （1985年7月 中央公論社、平井吉夫訳）
- ニーナ・B事件 （1986年8月 中央公論社 中公文庫、中西和雄訳）
- 白い悪夢の実験室 （1988年10月 中央公論社、平井吉夫訳）
- 暗がりの奴らは見えっこないさ （1991年8月 中央公論社、大崎隆彦訳） - 上下巻
- ひばりの歌はこの春かぎり （1992年12月 中央公論社、平井吉夫訳） - 上下巻